# Funkdienst

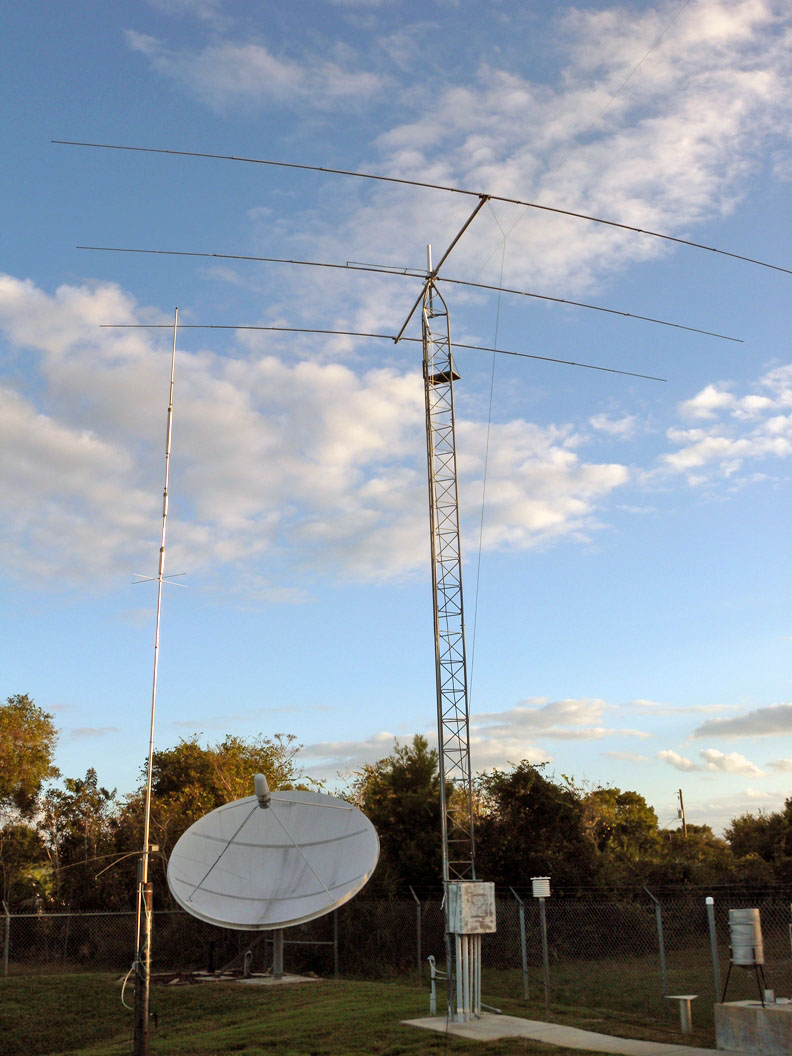
Parabolantenne zum Empfang von Wettersatelliten, daneben Kurzwellen-Amateurfunkantenne

Ein Funkdienst (englisch radiocommunication service) umfasst entsprechend der Definition der Vollzugsordnung für den Funkdienst (VO Funk) der Internationalen Fernmeldeunion (ITU) die Gesamtheit der Funkanwendungen oder Funknutzungen, deren Verwendungszweck ein wesentliches gemeinsames Merkmal besitzt. Er kann u. a. der Übermittlung, der Aussendung oder dem Empfang von Funkwellen für Zwecke des Fernmeldeverkehrs oder der Radioastronomie dienen. Funkdienste können rein zivil, militärisch oder für Behörden und Organisationen mit Sicherheitsaufgaben (BOS) genutzt werden.
Falls nichts Gegenteiliges angegeben ist, bezieht sich jeder in der VO Funk genannter Funkdienst auf die terrestrische Anwendung, wobei die VO Funk vereinbarungsgemäß das elektromagnetische Spektrum von 8,3 kHz bis 3000 GHz reguliert und weltweit an Funkdienste zuweist.

## Kategorisierung
Eine Kategorisierung verschiedener Funkdienste findet sowohl durch die ITU als auch durch den nationalen Hoheitsträger für die Regulierung von Funknutzungen statt (in Deutschland die Bundesnetzagentur/Frequenzverwaltung).

## Tabelle der Funkdienste (gemäß ITU / VO Funk)
In der deutschen Verordnung bzw. gemäß ITU/VO Funk gelten die folgenden Begriffsbestimmungen:
| Nr. | Deutsch                                                   | Artikel, gemäß VO Funk (englisch)                                | Beschreibung                                                               |
| --- | --------------------------------------------------------- | ---------------------------------------------------------------- | -------------------------------------------------------------------------- |
| 1   | Amateurfunkdienst                                         | 1.56 – amateur service                                           | → Hauptartikel : Amateurfunkdienst                                         |
| 2   | Amateurfunkdienst über Satelliten                         | 1.57 – amateur-satellite service                                 | → Hauptartikel : Amateurfunkdienst über Satelliten                         |
| 3   | Erderkundungsfunkdienst über Satelliten                   | 1.51 – earth exploration-satellite service                       | → Hauptartikel : Erderkundungsfunkdienst über Satelliten                   |
| 5   | Fester Funkdienst (veraltet auch: Fester Flugfunkdienst)  | 1.20 – fixed service (veraltet auch: Aeronautical fixed service) | → Hauptartikel : Fester Funkdienst → Hauptartikel : Fester Flugfunkdienst  |
| 6   | Fester Funkdienst über Satelliten                         | 1.21 – fixed-satellite service                                   | → Hauptartikel : Fester Funkdienst über Satelliten                         |
| 7   | Flugnavigationsfunkdienst                                 | 1.46 – aeronautical radionavigation service                      | → Hauptartikel : Flugnavigationsfunkdienst                                 |
| 8   | Flugnavigationsfunkdienst über Satelliten                 | 1.47 – aeronautical radionavigation-satellite service            | → Hauptartikel : Flugnavigationsfunkdienst über Satelliten                 |
| 9   | Funkdienst                                                | 1.19 – radiocommunication service                                | siehe Definition oben                                                      |
| 10  | Intersatellitenfunkdienst                                 | 1.22 – inter-satellite service                                   | → Hauptartikel : Intersatellitenfunkdienst                                 |
|     | Hafenfunkdienst                                           | 1.30 – port operation service                                    | → Hauptartikel : Hafenfunkdienst                                           |
|     | Schiffslenkungsfunkdienst                                 | 1.31 – Ship movement service                                     | → Hauptartikel : Schiffslenkungsfunkdienst                                 |
| 12  | Mobiler Flugfunkdienst                                    | 1.32 – aeronautical mobile service                               | → Hauptartikel : Mobiler Flugfunkdienst                                    |
| 13  | Mobiler Flugfunkdienst (OR)                               | 1.33 – aeronautical mobile service (OR)                          | → Hauptartikel : Mobiler Flugfunkdienst (OR)                               |
| 14  | Mobiler Flugfunkdienst (R)                                | 1.34 – aeronautical mobile service (R)                           | → Hauptartikel : Mobiler Flugfunkdienst (R)                                |
| 15  | Mobiler Flugfunkdienst über Satelliten                    | 1.35 – aeronautical mobile-satellite service                     | → Hauptartikel : Mobiler Flugfunkdienst über Satelliten                    |
| 16  | Mobiler Flugfunkdienst über Satelliten (OR)               | 1.36 – aeronautical mobile-satellite service (OR)                | → Hauptartikel : Mobiler Flugfunkdienst über Satelliten (OR)               |
| 17  | Mobiler Flugfunkdienst über Satelliten (R)                | 1.37 – aeronautical mobile-satellite service (R)                 | → Hauptartikel : Mobiler Flugfunkdienst über Satelliten (R)                |
| 18  | Mobiler Landfunkdienst                                    | 1.26 – land mobile service                                       | → Hauptartikel : Mobiler Landfunkdienst                                    |
| 19  | Mobiler Landfunkdienst über Satelliten                    | 1.27 – land mobile-satellite service                             | → Hauptartikel : Mobiler Landfunkdienst über Satelliten                    |
| 20  | Mobiler Seefunkdienst                                     | 1.28 – maritime mobile service                                   | → Hauptartikel : Mobiler Seefunkdienst                                     |
| 21  | Mobiler Seefunkdienst über Satelliten                     | 1.29 – maritime mobile-satellite service                         | → Hauptartikel : Mobiler Seefunkdienst über Satelliten                     |
| 22  | Mobilfunkdienst                                           | 1.24 – mobile service                                            | → Hauptartikel : Mobilfunkdienst                                           |
| 23  | Mobilfunkdienst über Satelliten                           | 1.25 – mobile-satellite service                                  | → Hauptartikel : Mobilfunkdienst über Satelliten                           |
| 24  | Navigationsfunkdienst                                     | 1.42 – radionavigation service                                   | → Hauptartikel : Navigationsfunkdienst                                     |
| 25  | Navigationsfunkdienst über Satelliten                     | 1.43 – radionavigation-satellite service                         | → Hauptartikel : Navigationsfunkdienst über Satelliten                     |
| 26  | Nichtnavigatorischer Ortungsfunkdienst                    | 1.48 – radiolocation service                                     | → Hauptartikel : Nichtnavigatorischer Ortungsfunkdienst                    |
| 27  | Nichtnavigatorischer Ortungsfunkdienst über Satelliten    | 1.49 – radiolocation-satellite service                           | → Hauptartikel : Nichtnavigatorischer Ortungsfunkdienst über Satelliten    |
| 28  | Normalfrequenz- und Zeitzeichenfunkdienst                 | 1.53 – standard frequency and time signal service                | → Hauptartikel : Normalfrequenz- und Zeitzeichenfunkdienst                 |
| 29  | Normalfrequenz- und Zeitzeichenfunkdienst über Satelliten | 1.54 – standard frequency and time signal-satellite service      | → Hauptartikel : Normalfrequenz- und Zeitzeichenfunkdienst über Satelliten |
| 30  | Ortungsfunkdienst                                         | 1.40 – radiodetermination service                                | → Hauptartikel : Ortungsfunkdienst                                         |
| 31  | Ortungsfunkdienst über Satelliten                         | 1.41 – radiodetermination-satellite service                      | → Hauptartikel : Ortungsfunkdienst über Satelliten                         |
| 32  | Radioastronomiefunkdienst                                 | 1.58 – radio astronomy service                                   | → Hauptartikel : Radioastronomiefunkdienst                                 |
| 33  | Rundfunkdienst                                            | 1.38 – broadcasting service                                      | → Hauptartikel : Rundfunkdienst                                            |
| 34  | Rundfunkdienst über Satelliten                            | 1.39 – broadcasting-satellite service                            | → Hauptartikel : Rundfunkdienst über Satelliten                            |
| 35  | Seenavigationsfunkdienst                                  | 1.44 – maritime radionavigation service                          | → Hauptartikel : Seenavigationsfunkdienst                                  |
| 36  | Seenavigationsfunkdienst über Satelliten                  | 1.45 – maritime radionavigation-satellite service                | → Hauptartikel : Seenavigationsfunkdienst über Satelliten                  |
| 37  | Weltraumfernwirkfunkdienst                                | 1.23 – space operation service                                   | → Hauptartikel : Weltraumfernwirkfunkdienst                                |
| 38  | Weltraumforschungsfunkdienst                              | 1.55 – space research service                                    | → Hauptartikel : Weltraumforschungsfunkdienst                              |
| 39  | Wetterhilfenfunkdienst                                    | 1.50 – meteorological aids service                               | → Hauptartikel : Wetterhilfenfunkdienst                                    |
| 40  | Wetterfunkdienst über Satelliten                          | 1.52 – meteorological-satellite service                          | → Hauptartikel : Wetterfunkdienst über Satelliten                          |
| 56  | Sicherheitsfunkdienst                                     | 1.59 – safety service                                            | → Hauptartikel : Sicherheitsfunkdienst                                     |
| 57  | Sonderfunkdienst                                          | 1.60 – special service                                           | → Hauptartikel : Sonderfunkdienst                                          |

## Unterscheidung der Zuweisung an Funkdienste
Die Funkdienste werden nach primären und sekundären Funkdiensten unterschieden. In den betreffenden Plänen und Tabellen sind diese in der Regel in einer extra Spalte durch unterschiedliche Schreibweisen wie folgt gekennzeichnet:
- Primärer Funkdienst: Schreibweise in Großbuchstaben, z. B. FESTER FUNKDIENST
- Sekundärer Funkdienst: normale Schreibweise, z. B. Ortungsfunkdienst.

Ein primärer Funkdienst ist ein Funkdienst, dessen Funkstellen im betreffenden Band Schutz gegen Störungen durch Funkstellen sekundärer Funkdienste verlangen können, auch wenn diesen Frequenzen bereits zugeteilt sind. Schutz gegen Störungen durch Funkstellen des gleichen oder eines anderen primären Funkdienstes kann nur die Funkstelle verlangen, der die Frequenz früher zugeteilt wurde.
Ein sekundärer Funkdienst ist ein Funkdienst, dessen Funkstellen weder Störungen bei den Funkstellen eines primären Funkdienstes verursachen dürfen noch Schutz vor Störungen durch solche Funkstellen verlangen können, unabhängig davon, wann die Frequenzzuteilung an Funkstellen des primären Funkdienstes erfolgt. Sie können jedoch Schutz gegen Störungen durch Funkstellen des gleichen oder eines anderen sekundären Funkdienstes verlangen, deren Frequenzzuteilung später erfolgt.